# Arvā Kheyl
Arvā Kheyl (persiska: اروا خيل) är en ort i Iran.   Den ligger i provinsen Mazandaran, i den norra delen av landet, 180 km nordost om huvudstaden Teheran. Antalet invånare är 382.
Terrängen runt Arvā Kheyl är platt. Runt Arvā Kheyl är det ganska tätbefolkat, med 111 invånare per kvadratkilometer. Närmaste större samhälle är Sari, 8,7 km söder om Arvā Kheyl. Trakten runt Arvā Kheyl består till största delen av jordbruksmark.